# Lista epocilor
Trecutul poate fi categorizat  și împărțit în perioade de timp cuantificate, numite și epoci.   Periodizarea nu cuprinde numai epoci istorice din epoca antropologică, ci și istoria planetei (epoci geologice) și chiar a universului de la formarea acestuia (epoci cosmice).

## Epocile istorice

### Periodizarea   Occidentala
- Preistorie (3 milioane de ani - 4000 i.Chr.): de la apariția hominidelor la inventarea scrisului și apariția primelor civilizații riverane în "Semiluna Fertilă" (Sumer, Egipt, Asiria, Babilon, Civilizația de pe Valea Indului) .
- Antichitatea (3000 i.Chr.- 476 d.Chr.) : de la apariția scrierii la ascensiunea civilizațiilor mediteraneene (Atena, Sparta, Macedonia Antică, Roma antică).
- Epoca Clasică (500 i.Chr- 600 d.Chr.): de la  ascensiunea civilizațiilor mediteraneene la ascensiunea civilizației islamice
- Epoca medievală (600- 1500): de la apariția Islamului care a schimbat geopolitică mediteraneană și orientală la reformele protestante.
- Epoca Renașterii (1500-1700): de la Reformele protestante, începutul Renașterii artistice și Umanismului la Iluminism.
- Epoca Industrială (1700-1900): de la Iluminism la Revoluția industrială.
- Epoca modernă (1900-1950): de la Revoluția Industrială la sfârșitul celui de-al Doilea Război Mondial.
- Epoca Atomică (1950-1990): de la inventarea primei bombe nucleare la sfârșitul Războiului Rece.
- Epoca Informațională (1990-prezent): de la apariția internetului și sistemului World Wide Web.

### Periodizarea Tehnologica

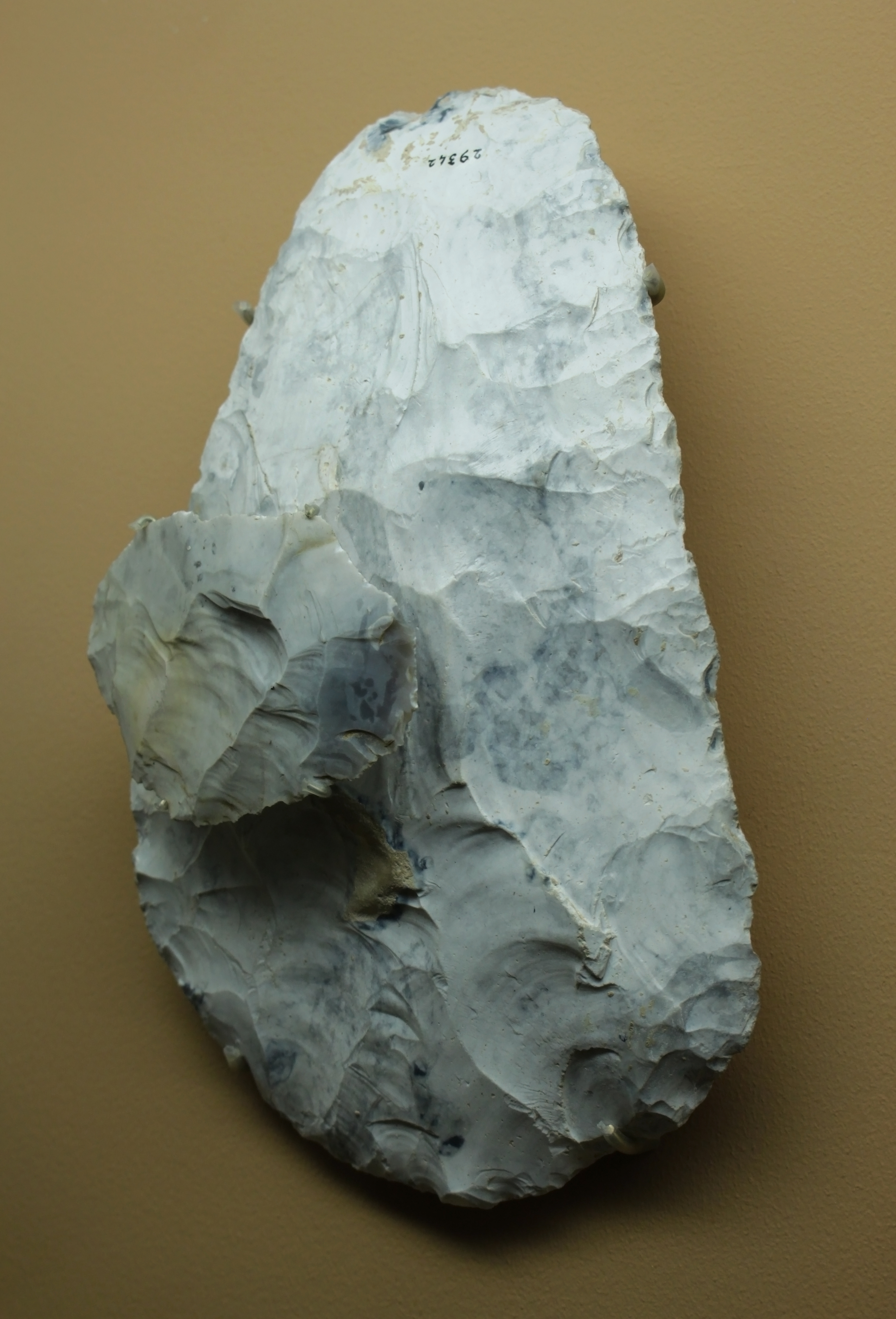
Epoca veche a pietrei /Paleolitic
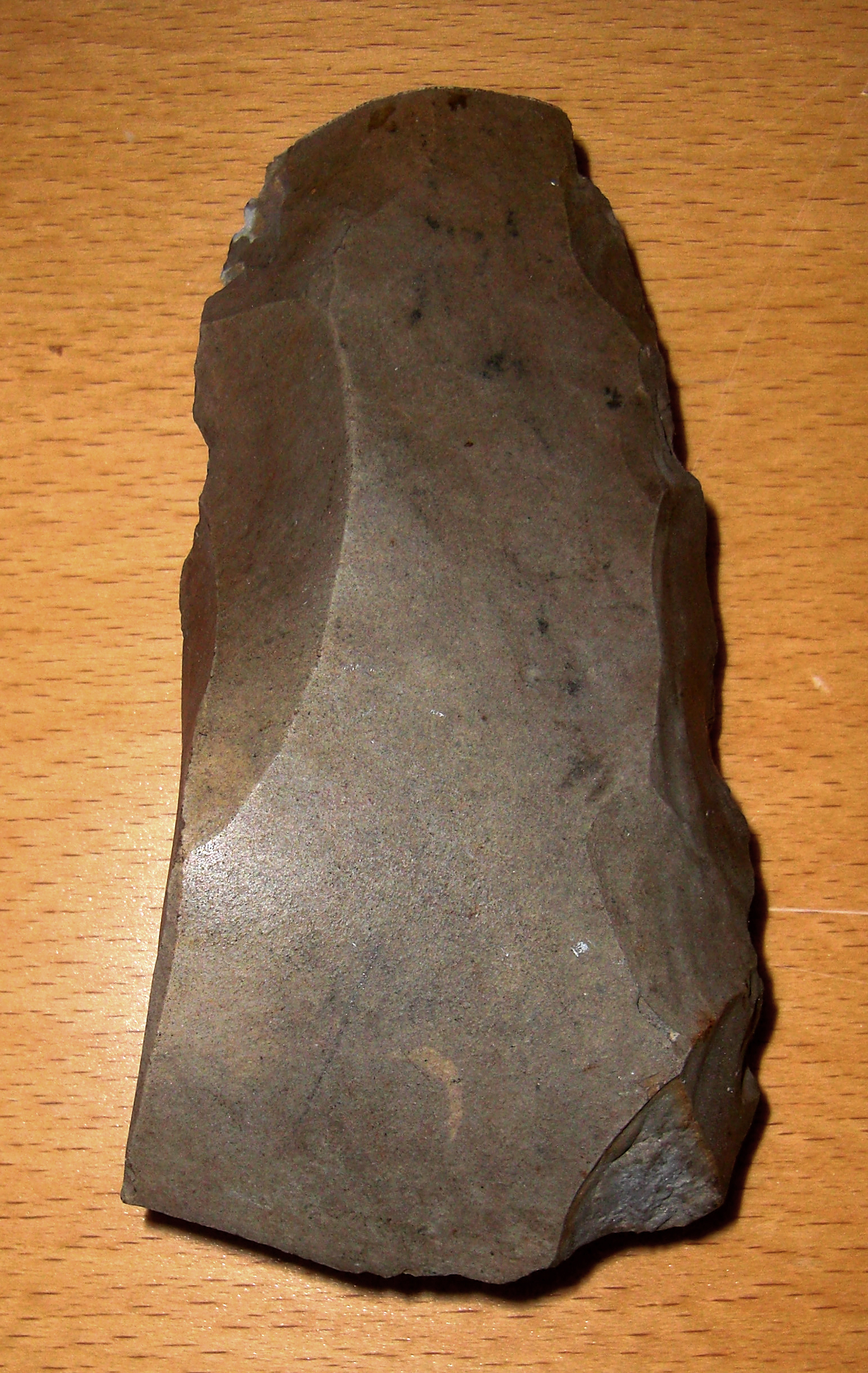
Epoca mijlocie a pietrei/Mezolitic
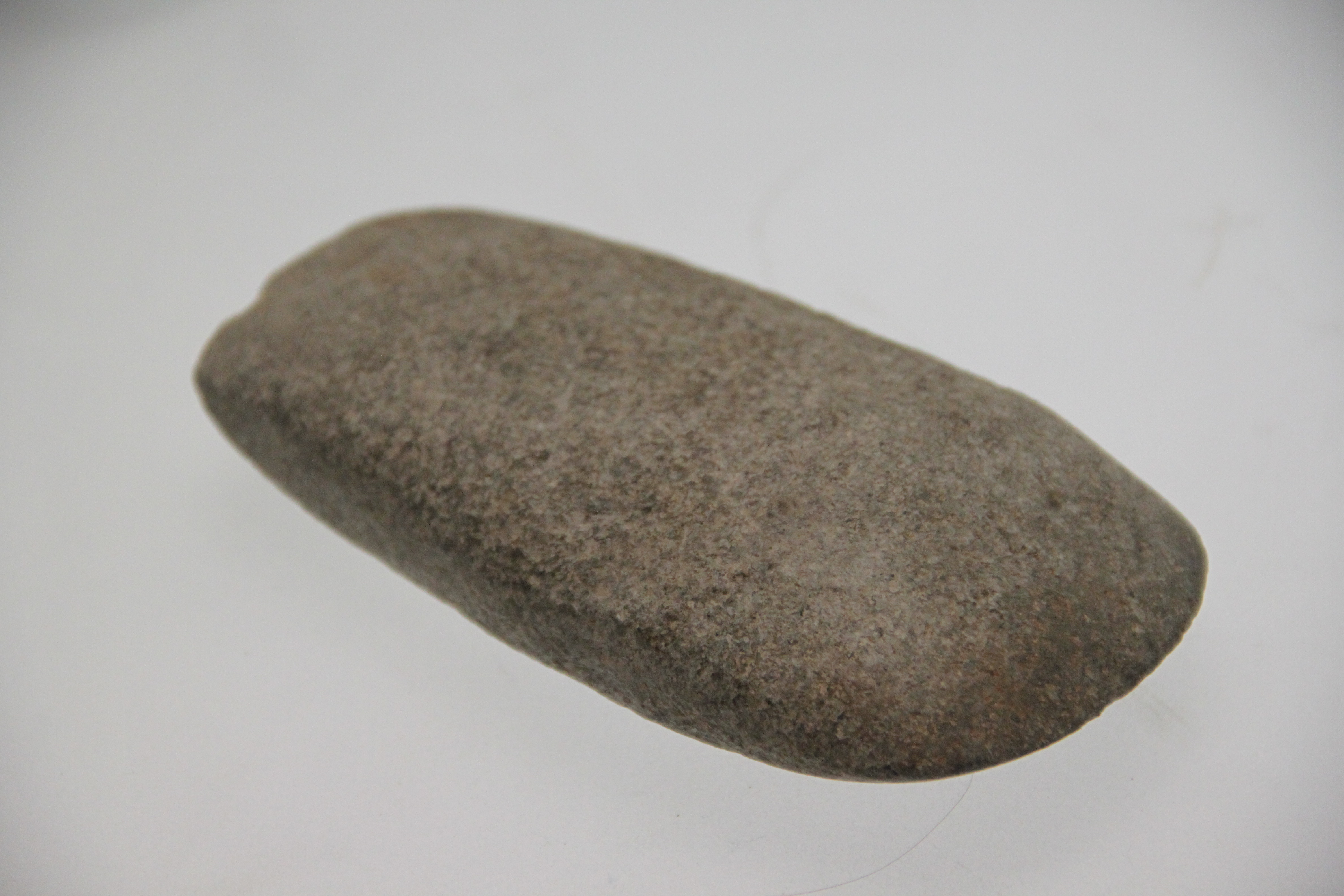
Epoca noua a pietrei/Neolitic
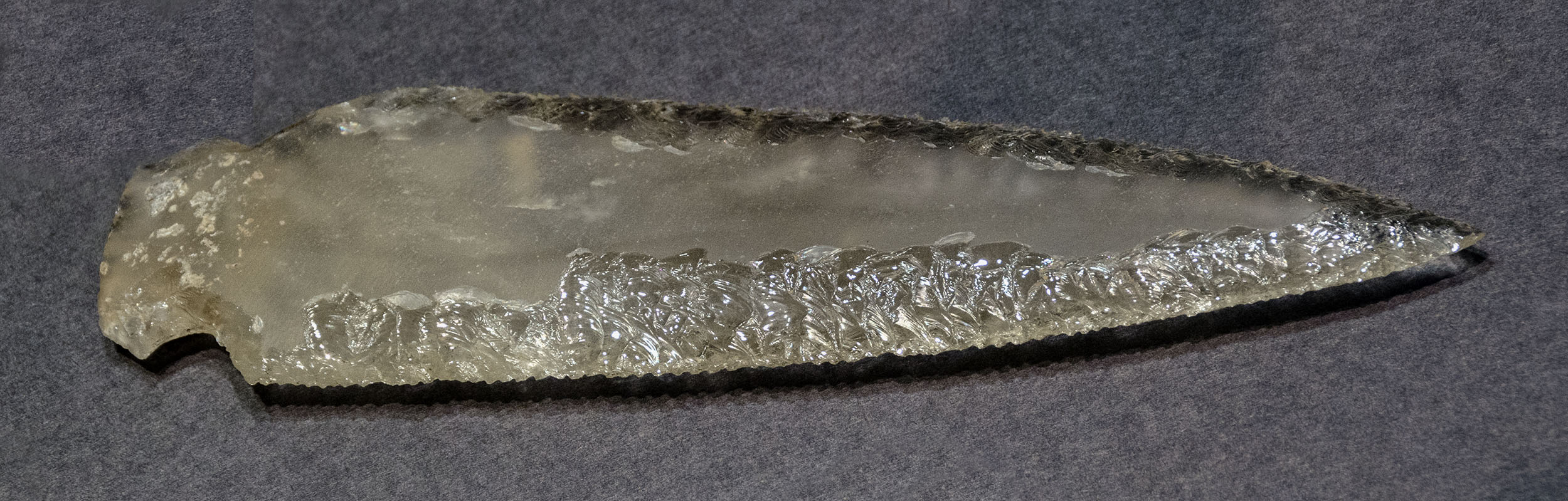
Epoca cuprului
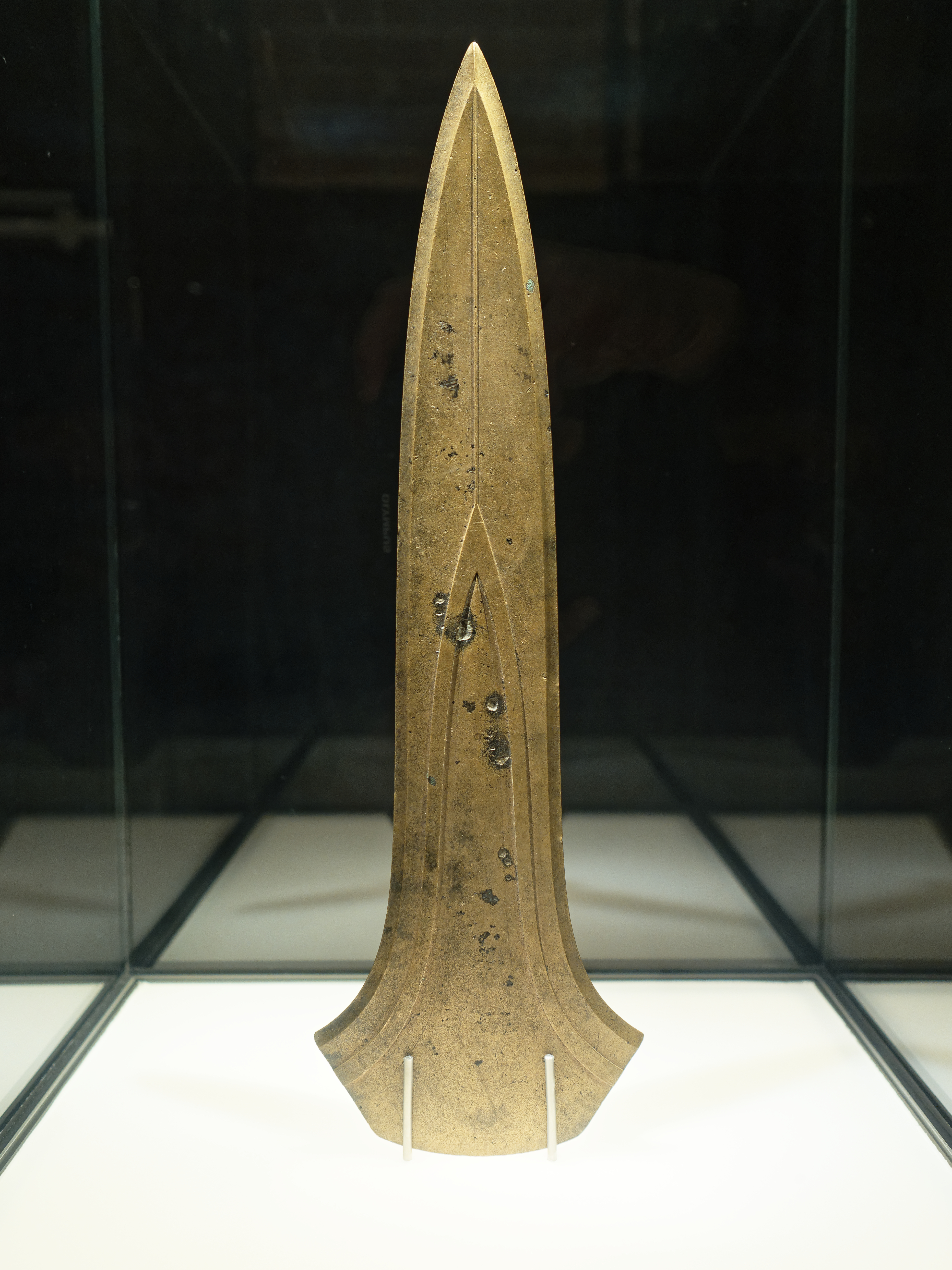
Epoca Bronzului
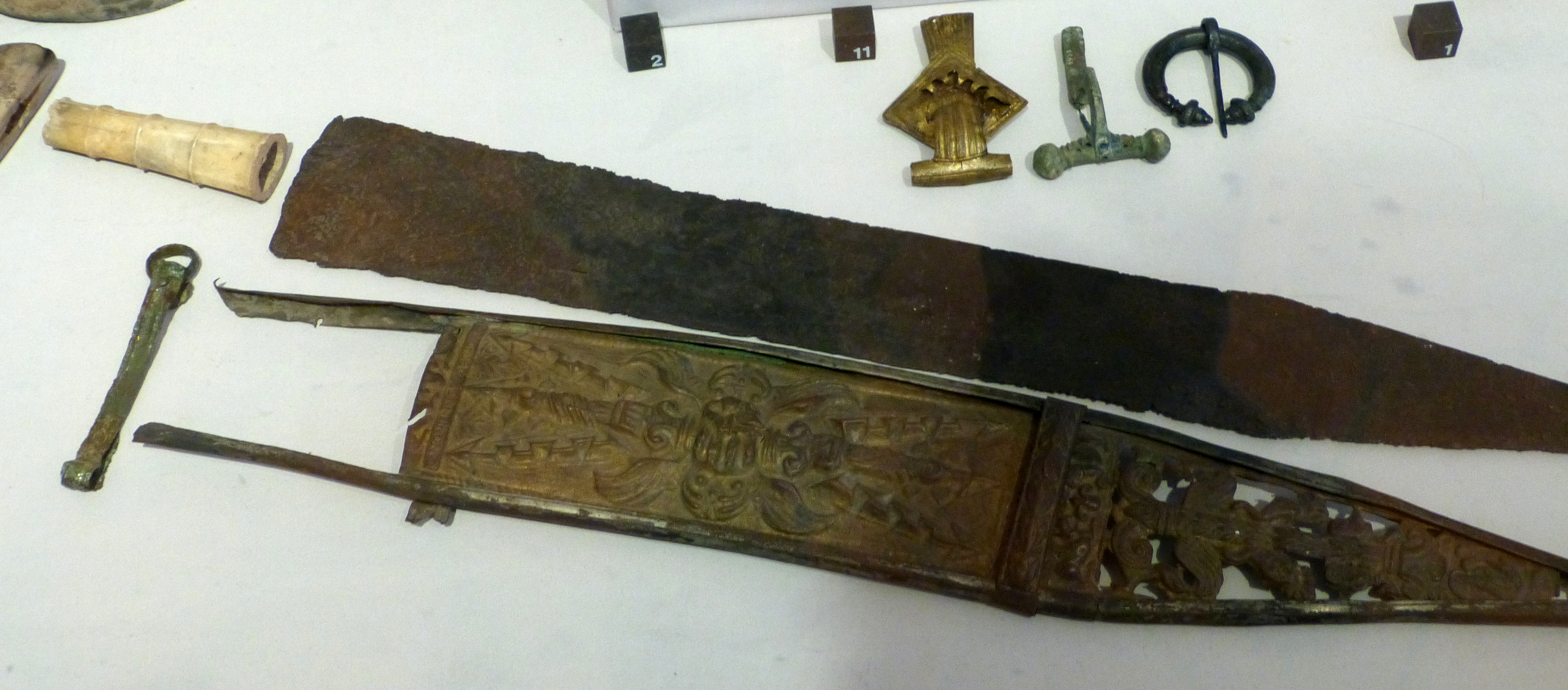
Epoca Fierului
Epoca prafului de pusca
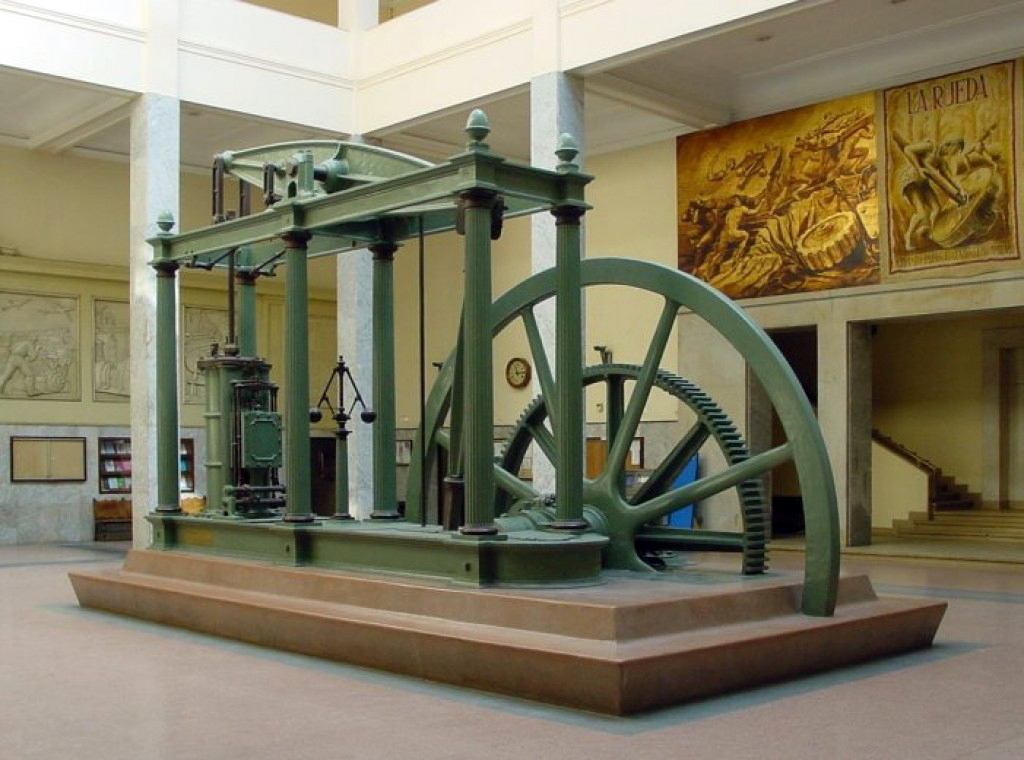
Epoca Carbunelui
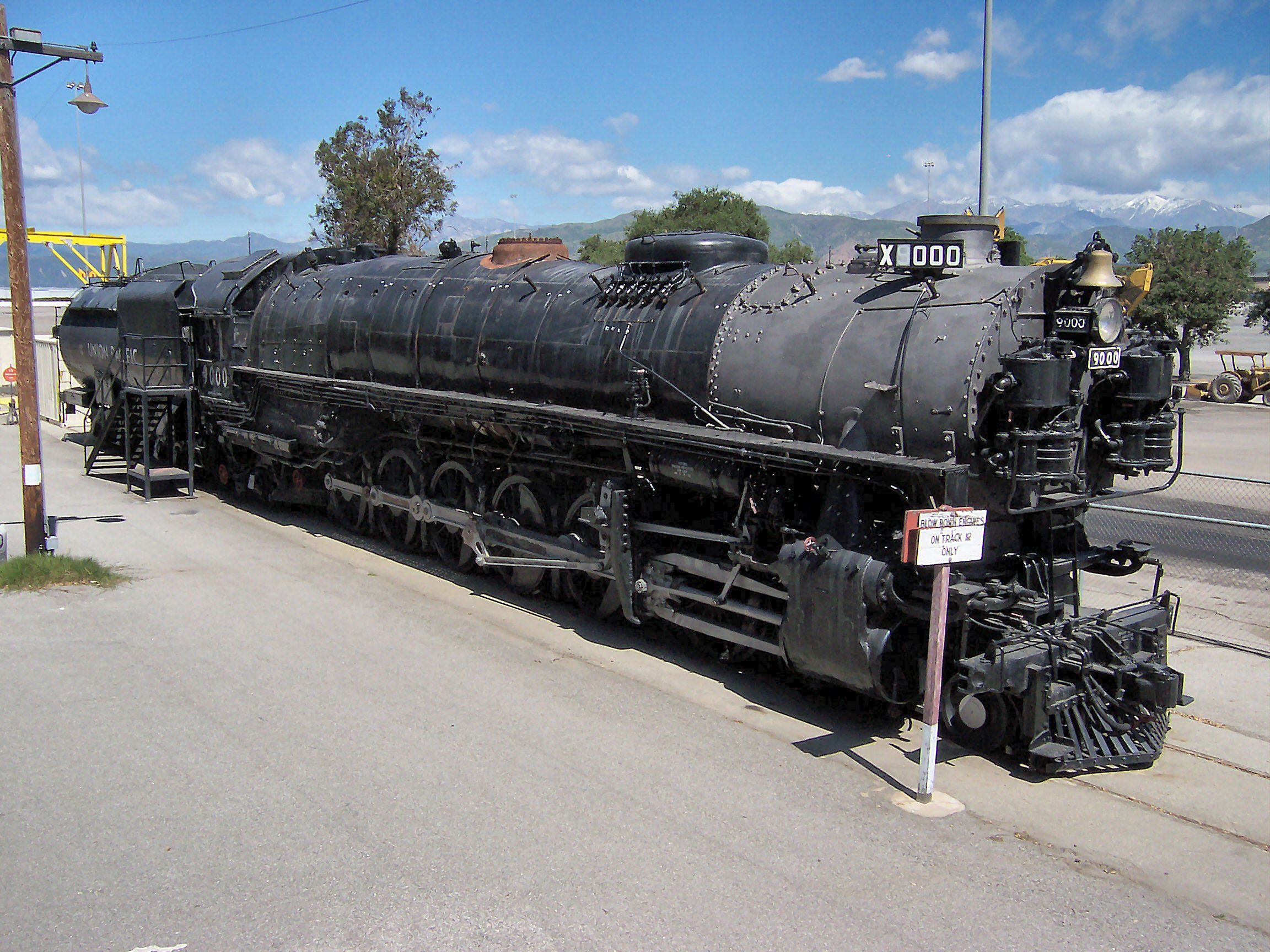
Epoca masinariilor
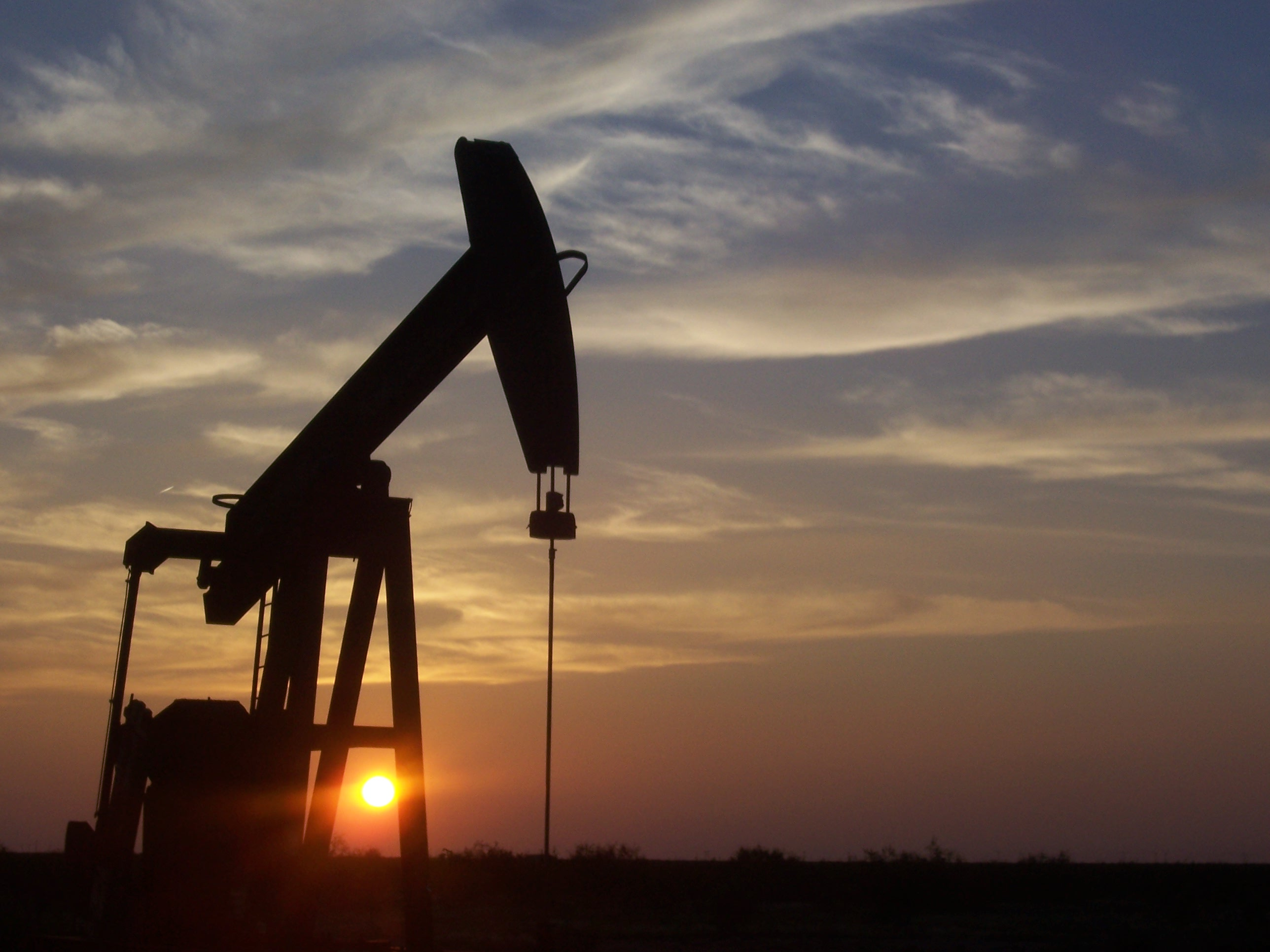
Epoca Petrolului
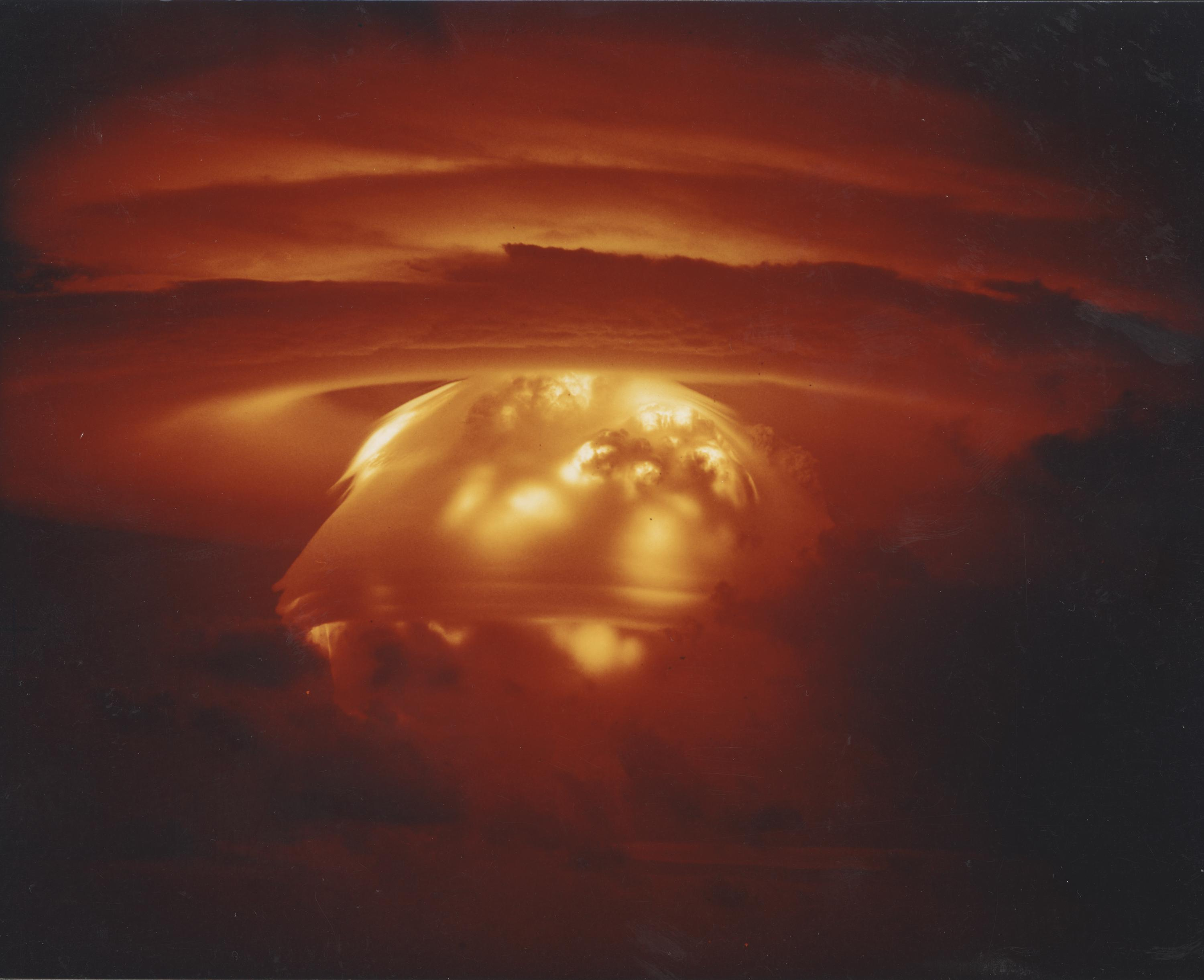
Epoca Atomica
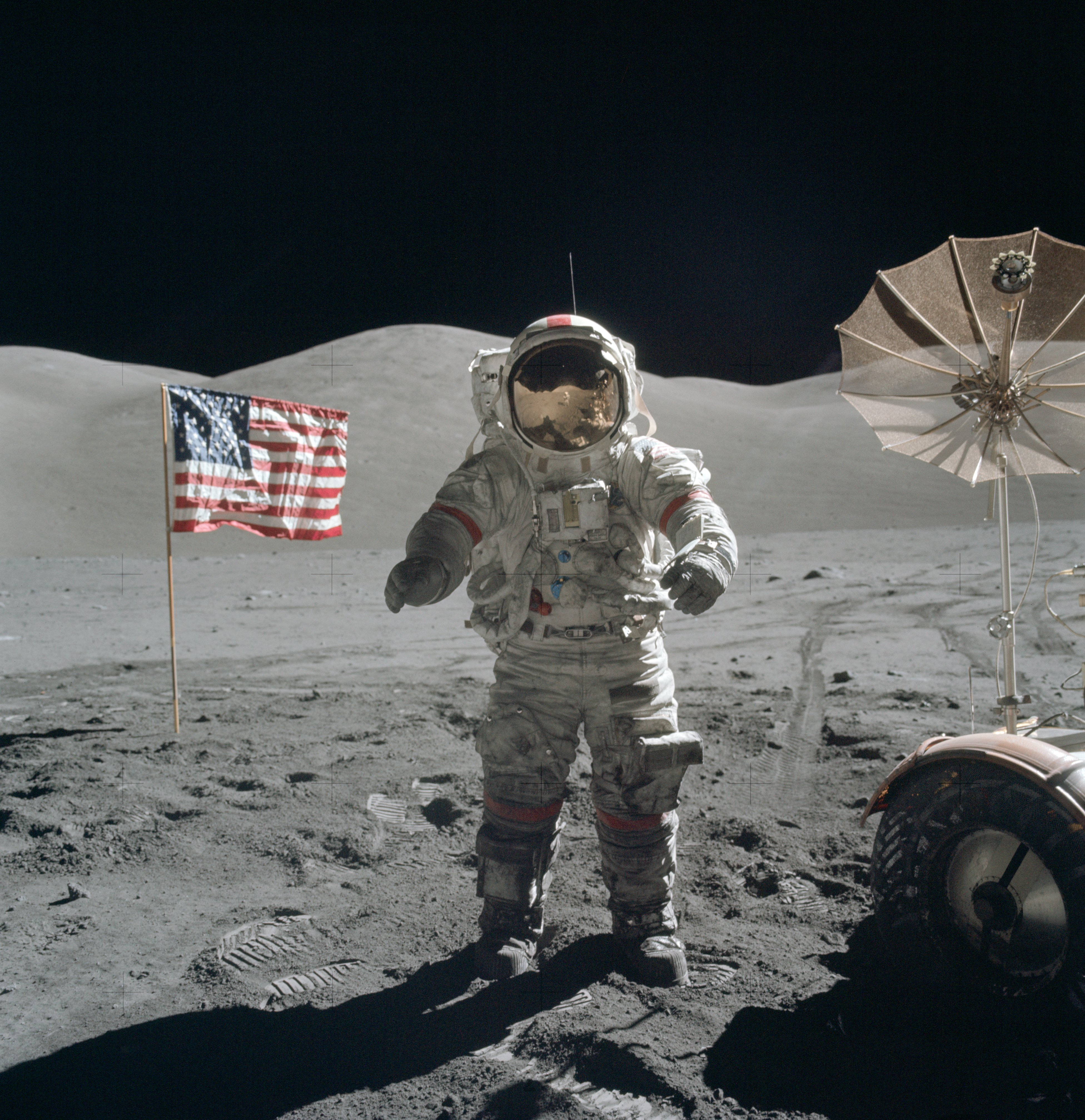
Epoca Spatiala
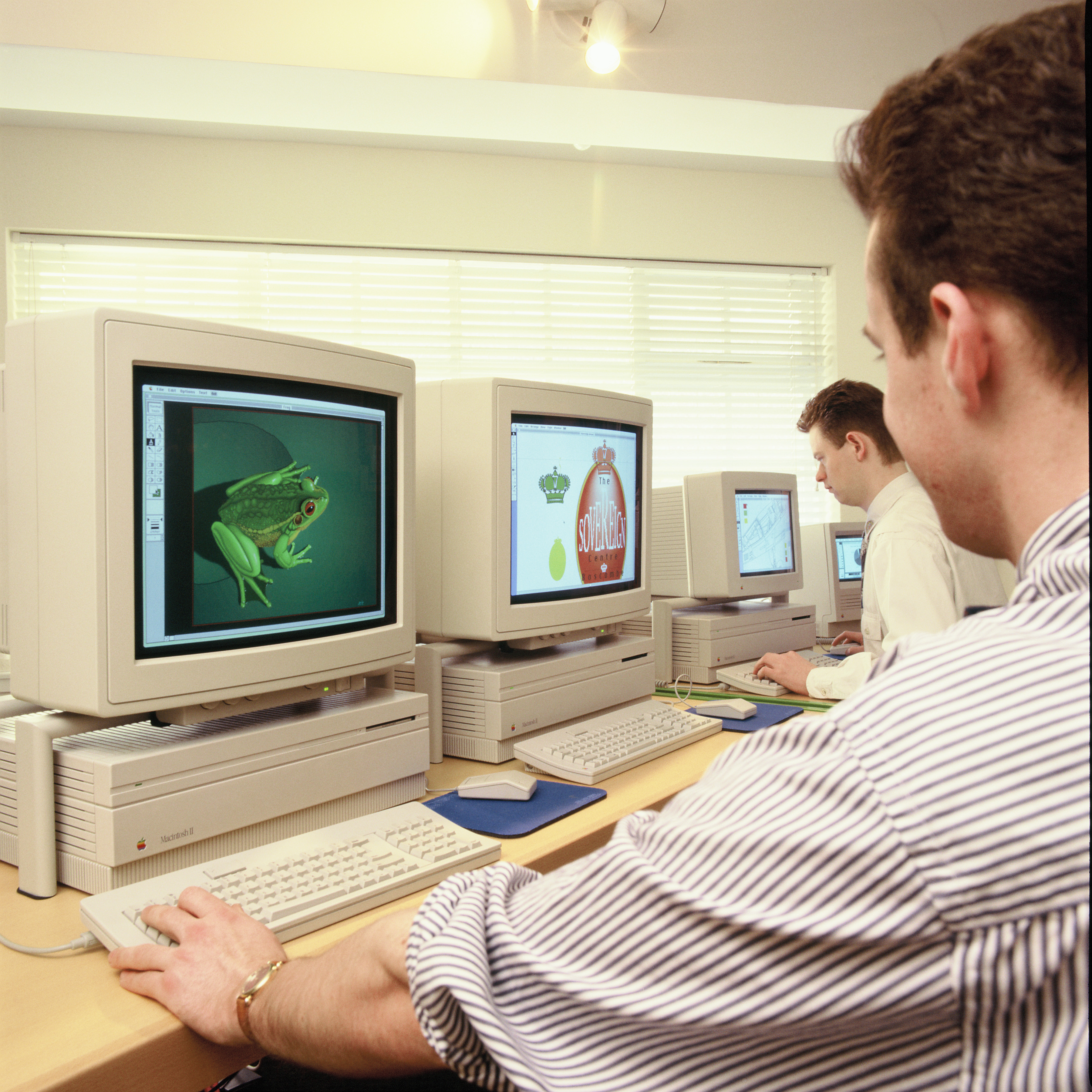
Epoca Informatiei
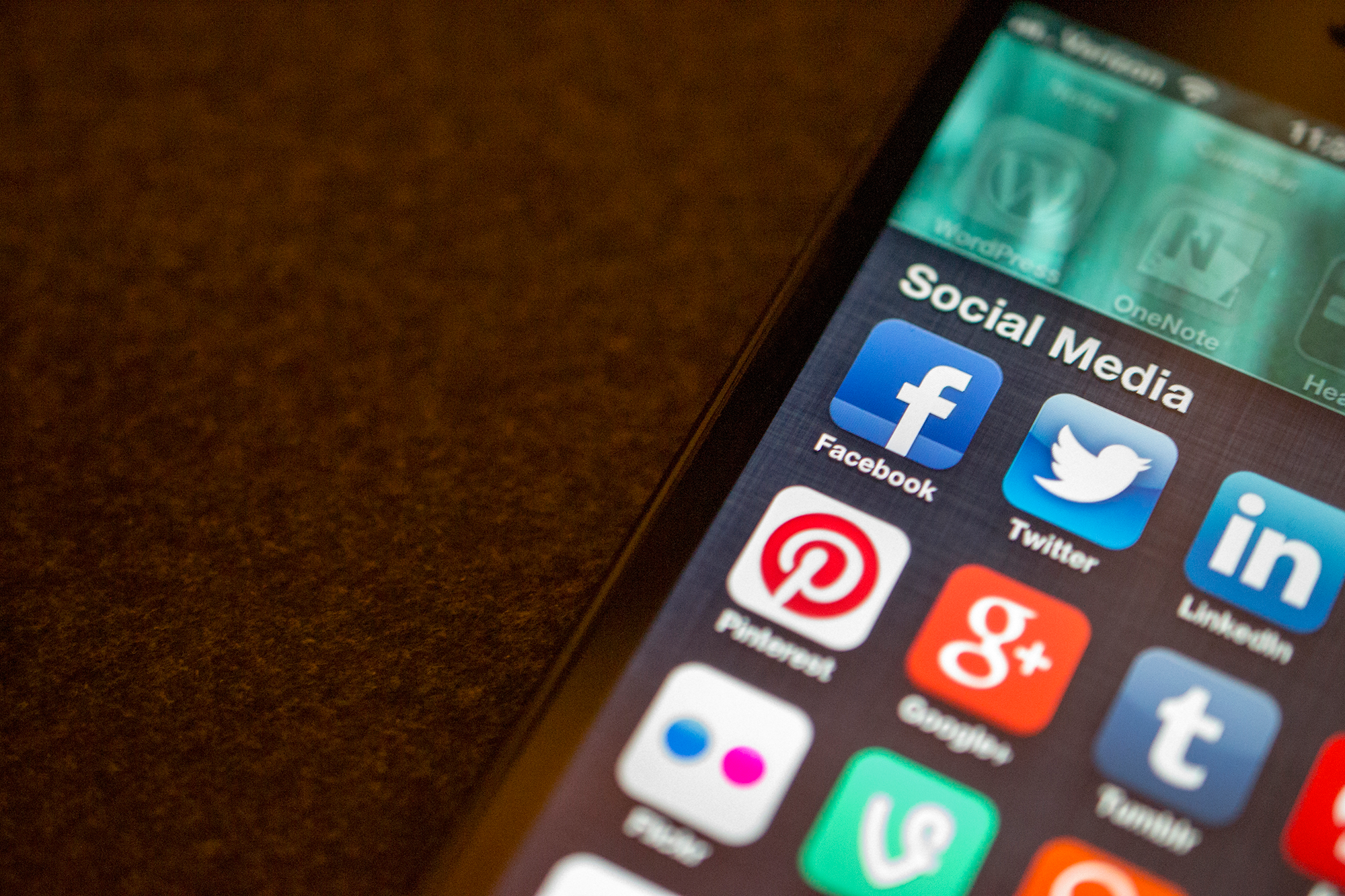
Epoca Multimedia

### Periodizarea socio-culturala (secolul 20)

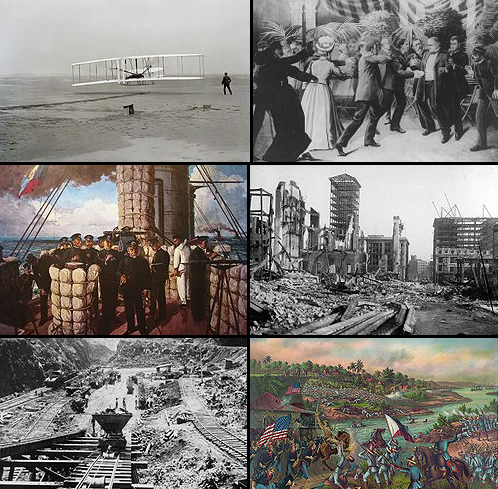
Anii 1900'(1900-1909)
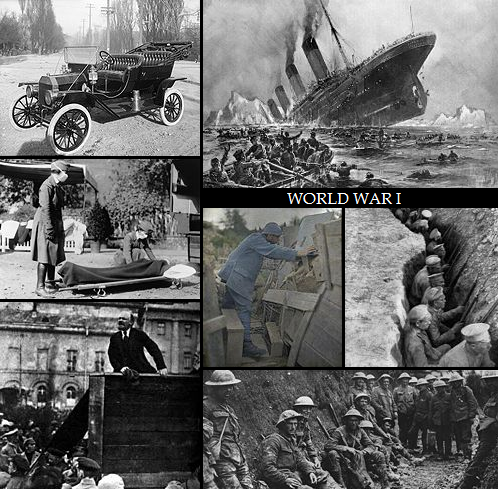
Anii 10' (1910-1919)
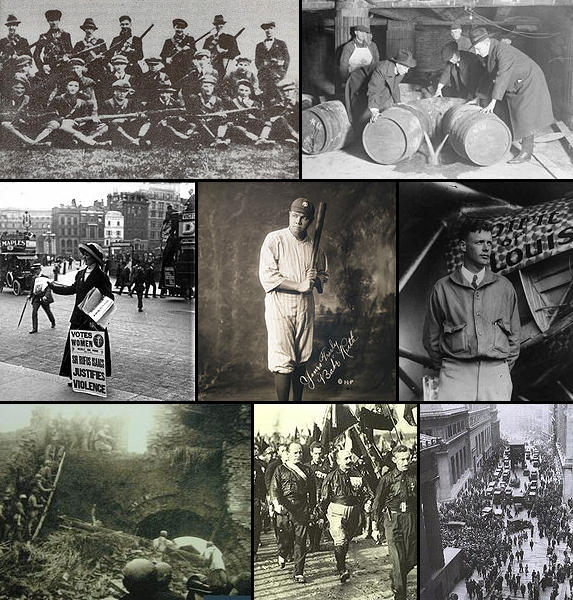
Anii 20' (1920-1929)
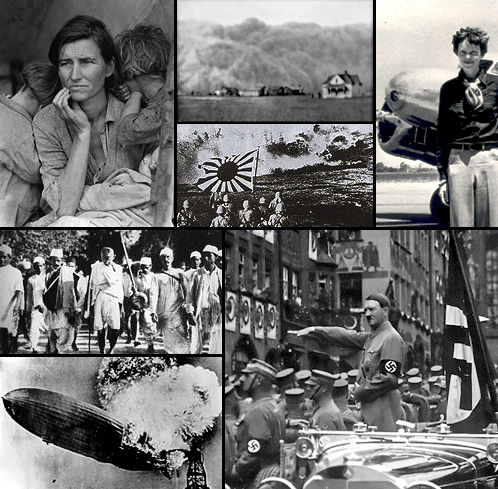
Anii 30' (1930-1939)
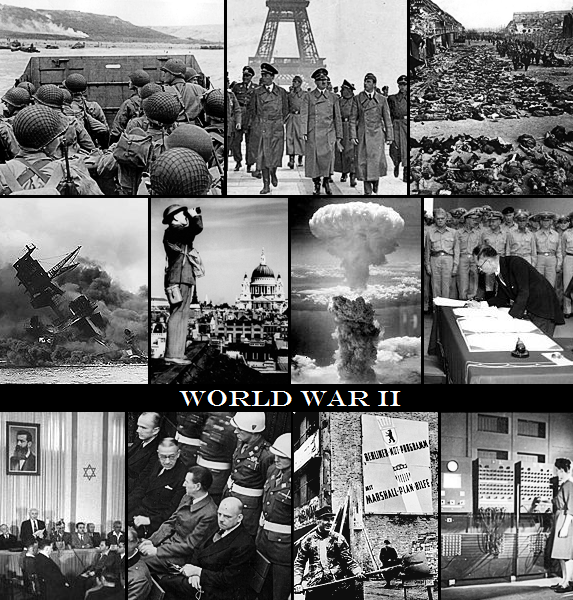
Anii 40' (1940-1949)
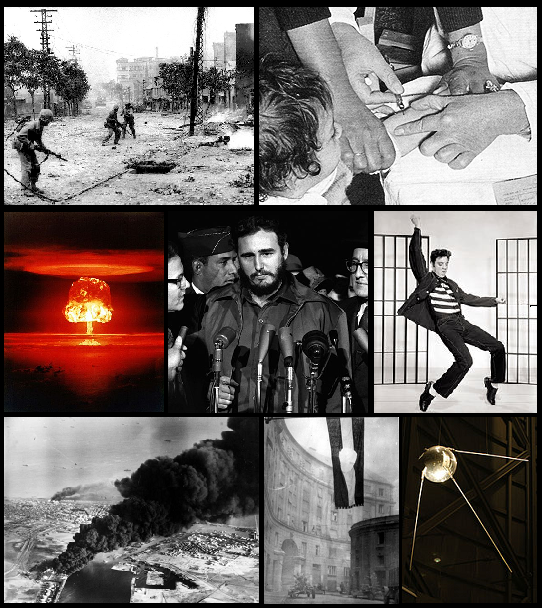
Anii 50' (1950-1959)
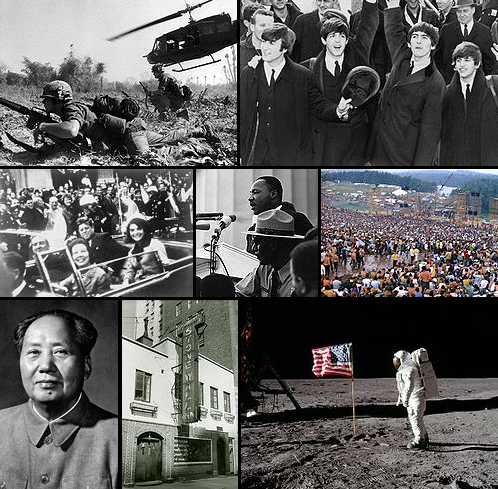
Anii 60' (1960-1969)
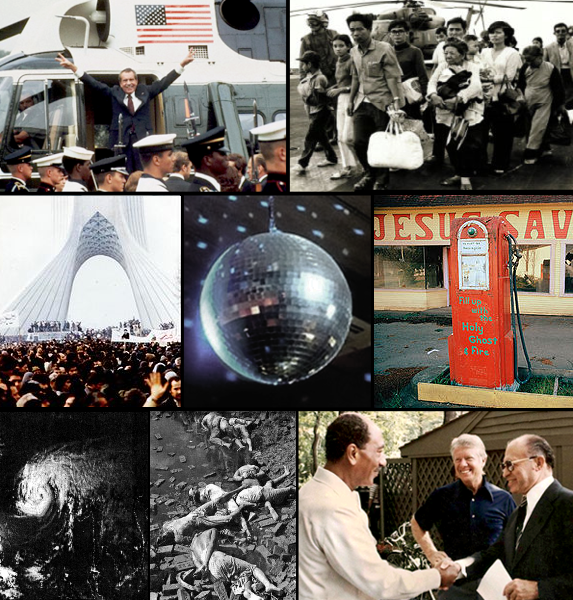
Anii 70' (1970-1979)
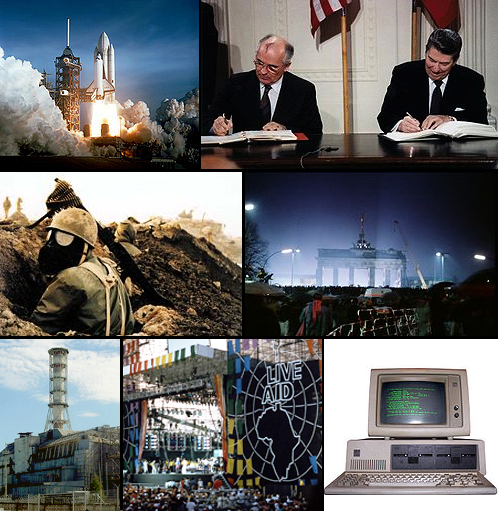
Anii 80' (1980-1989)

### Periodizarea creștină (bazată pe calendarul creștin,  încă utilizată în statele creștine)
- Era  de înaintea nașterii lui  Christos (din anul 4004 i.Chr. de la Facerea Lumii după calendarul iudaic   până în anul 1 i.Hr. la nașterea lui Christos după calendarul creștin)
- Era de după  nașterea lui Christos (din anul 1 d.Chr. până în prezent/ anul 2240 sau anul 6000 când se preconizează după escatologia creștin-iudaică că va avea loc sfârșitul lumii)

### Periodizare școlară   (învechită)
- Preistoria/Epoca Străveche - de la apariția primului Homo/primelor hominide acum 3 milioane de ani până la apariția scrisului în anul 3000 i.Hr.
- Antichitatea/Epoca Veche- de la apariția scrisului în anul 3000 i.Hr.  la decăderea Imperiului Roman de Apus în anul 476 d.Hr. *
- Evul Mediu/Epoca mijlocie- de la decăderea Imperiului Roman de Răsărit la decăderea Imperiului Roman de Răsărit și cucerirea Constantinopolului de către turci în anul 1453/sau descoperirea Americii de către Cristofor Columb.
- Modernitatea/Epoca modernă- de la cucerirea Constantinopollui în 1453 la încheierea celui de-al doilea război mondial în 1945
- Contemporaneitatea/Epoca Contemporană- de la sfârșitul celui de-al doilea război mondial în 1945 la timpurile noastre

### Periodizarea comunistă/marxistă (învechită)
- Epoca comunei primitive - epoca triburilor și comunelor primitive; marxiștii susțîn că oamenii primitivi trăiau în egalitate și își împărțeau hrană , armele de vânătoare, uneltele și materialele în mod egal, locuind în așezări rudimentare la comun. Se practică trocul - schimbul.
- Epoca Sclavagismului - epoca sclaviei antice, când  nobilii din clasele  înstărite cumpărau sclavi de la târg (majoritatea prizonieri de război) și îi puneau la cele mai dificile munci în minerit, agricultură și construcțîi  sau distracții care implicau acte de cruzime (exemplu: gladiatorii) sau sclavie sexuală. Resursă cea mai importantă era sclavul.
- Epoca Feudalismului -epoca vasalitatii;  țăranii și cavalerii depuneau jurământ de vasalitate și loialitate unui nobil pe care îl slujeau, iar nobilul le conferea protecție;  nobilii la rândul lor depuneau jurăminte de vasalitate altor nobili mai puternici, alcătuind clanurile feudale, iar nobilii cei mai înstăriți răspundeau în fața regelui.  Resursă cea mai importantă era terenul.
- Epoca Capitalismului - epoca capitalului;   epoca   ghildelor și manufacturilor,  succedate de companii și corporații. Resursă principala este  moneda obtinută din profit într-o piață bazată pe  cerere și oferta
- Epoca Comunismului  - epoca curentă doar în statele conduse de regimuri totalitare socialiste de inspirație marxistă  (Uniunea Sovietică, China, România, Cuba, Coreea de Nord, Vietnam, Polonia, Ungaria, Germania de Est, Bulgaria, Cehoslovacia, Iugoslavia) care aspirau la comunism, o nouă epoca în care oamenii erau egali la fel ca în epoca comunei primitive.  Epoca comunismului s-a încheiat în 1989 după revoluțiile din Europa de Est ce au dus la răsturnarea regimurilor comuniste din cauza abuzurilor, încălcării drepturilor omului, falimentului economic, cenzurii, poliției secrete etc., respectiv în 1991 când Uniunea Sovietică s-a prăbușit în 1991.

## Epoci astrologice/mitologice

### Epoci astrologice (astrologia greco-romanǎ)
Epoci astrologice⁠(en)[traduceți]

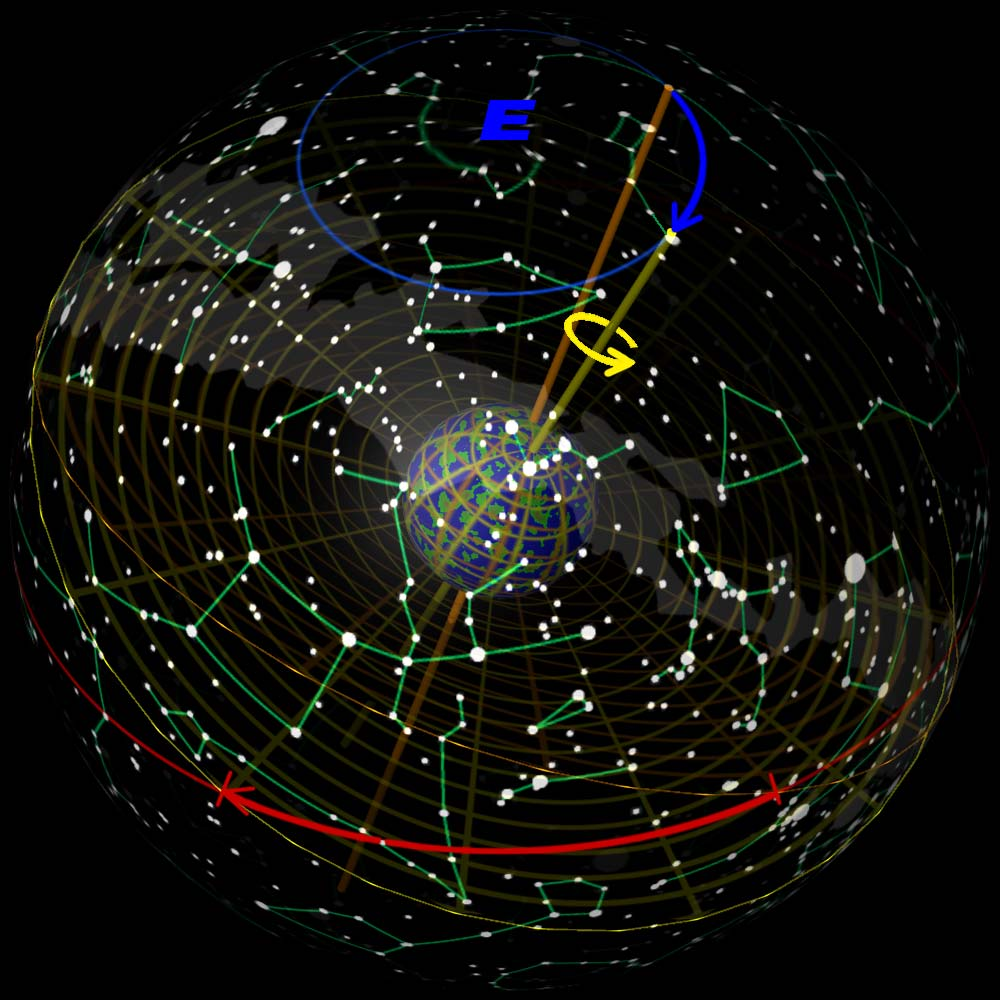
Terra și constelatiile zodiacale

- Epoca Capricornului (20 000 î.Hr. - 18 000 î.Hr.)
- Epoca Sagetatorului (18 000 î.Hr. - 16 000 î.Hr.)
- Epoca Scorpionului (16 000 î.Hr. - 14 000 î.Hr.)
- Epoca Balantei (14 000 î.Hr. - 12 000 î.Hr.)
- Epoca Fecioarei (12 000 î.Hr. - 10 000 î.Hr.)
- Epoca Leului (10 000 î.Hr. - 8000 î.Hr. )
- Epoca Racului (8000 î.Hr. - 6000 î.Hr.)
- Epoca Gemenilor(6000 î.Hr. - 4000 î.Hr.)
- Epoca Taurului( 4000 î.Hr. - 2000 î.Hr.)
- Epoca Berbecului(2000 î.Hr. - 1  î.Hr.)
- Epoca Pestilor (1 d.Hr.- 2000 d.Hr.)
- Epoca Vărsătorului (2000 d.Hr. - 4000 d.Hr.)

### Epoci mitologice

#### Mitologia grecească

Epoca de Aur
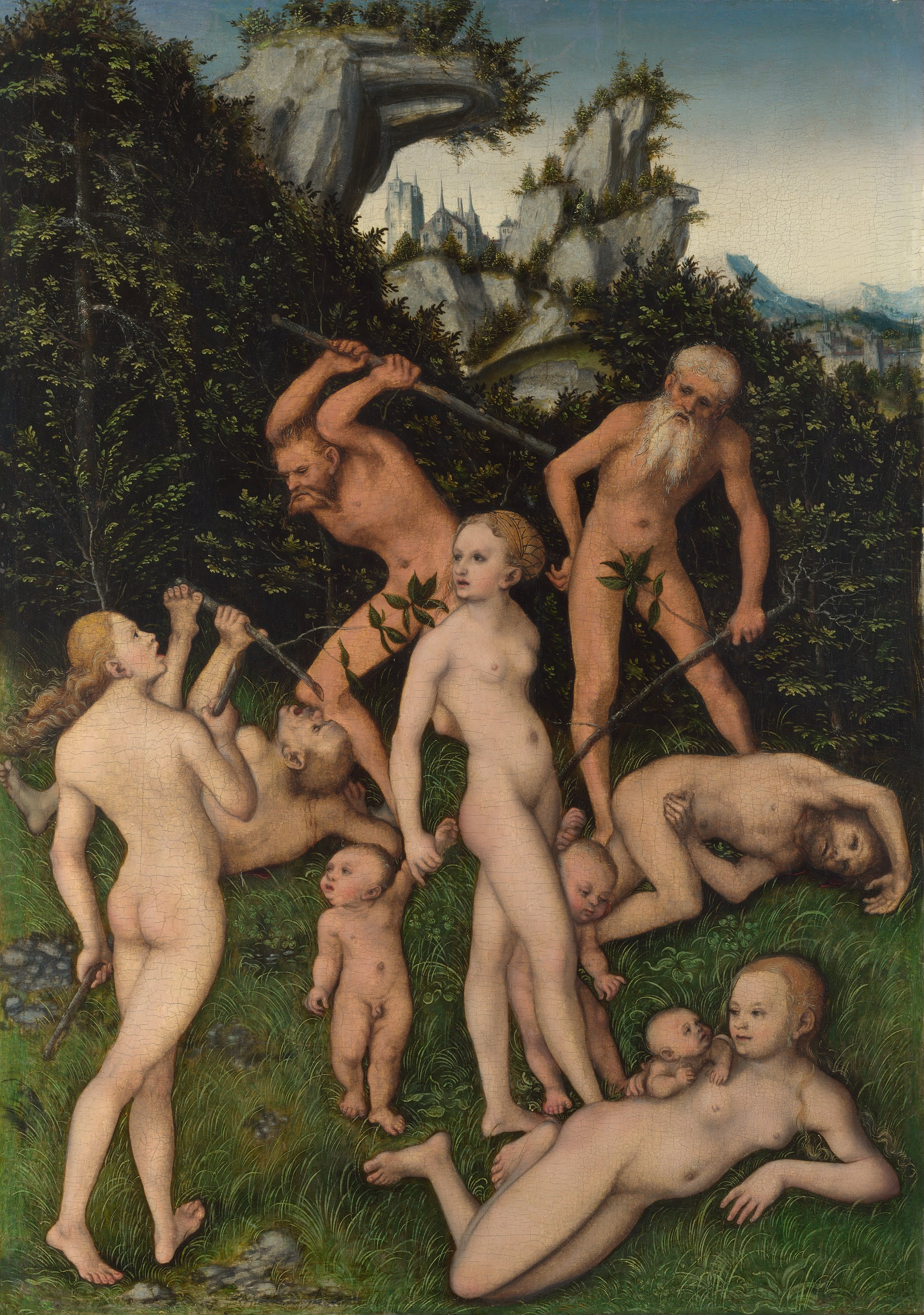
Epoca de Argint
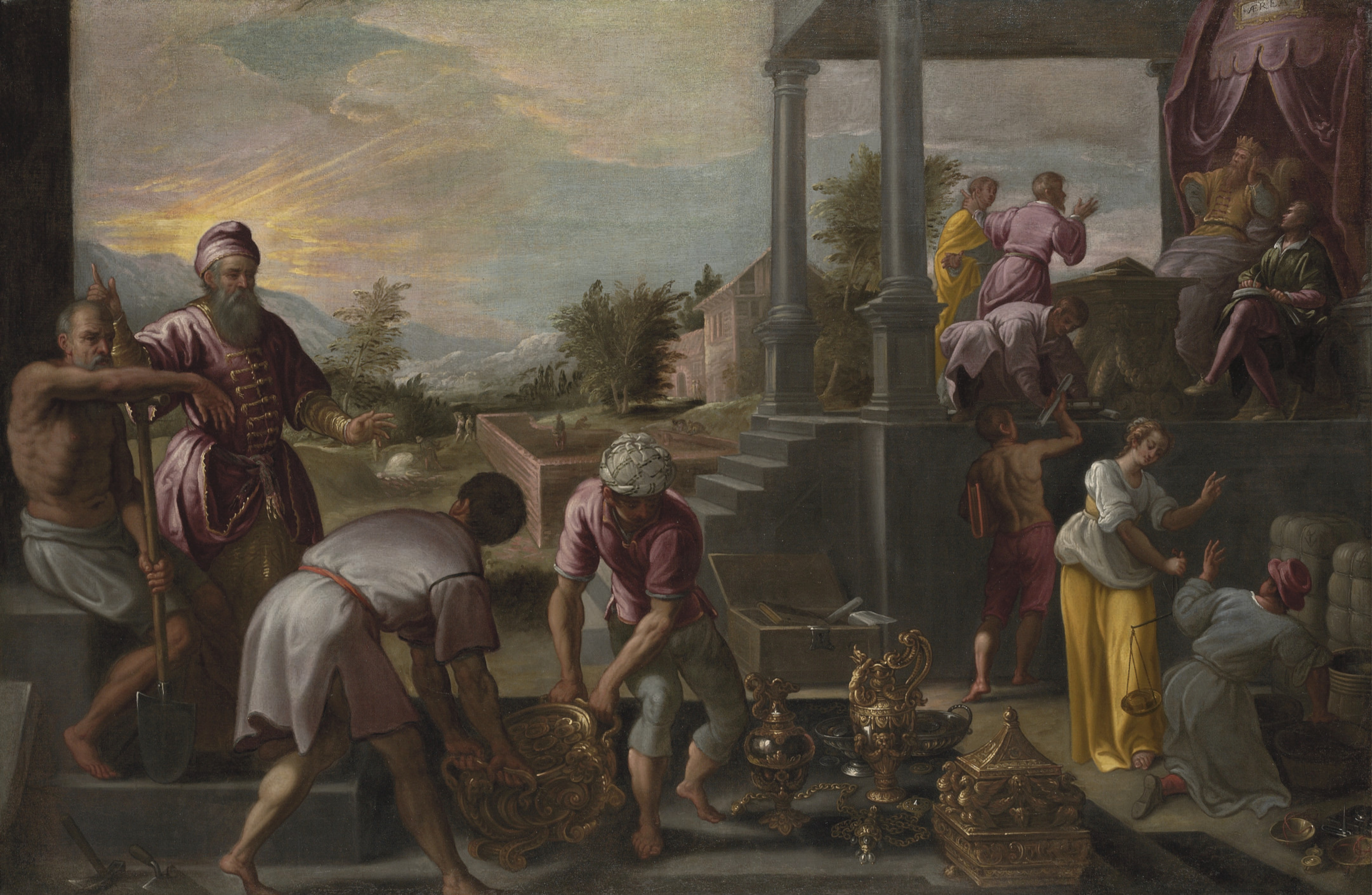
Epoca de bronz
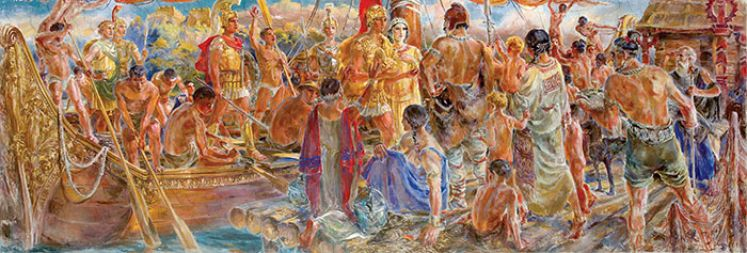
Epoca Eroilor
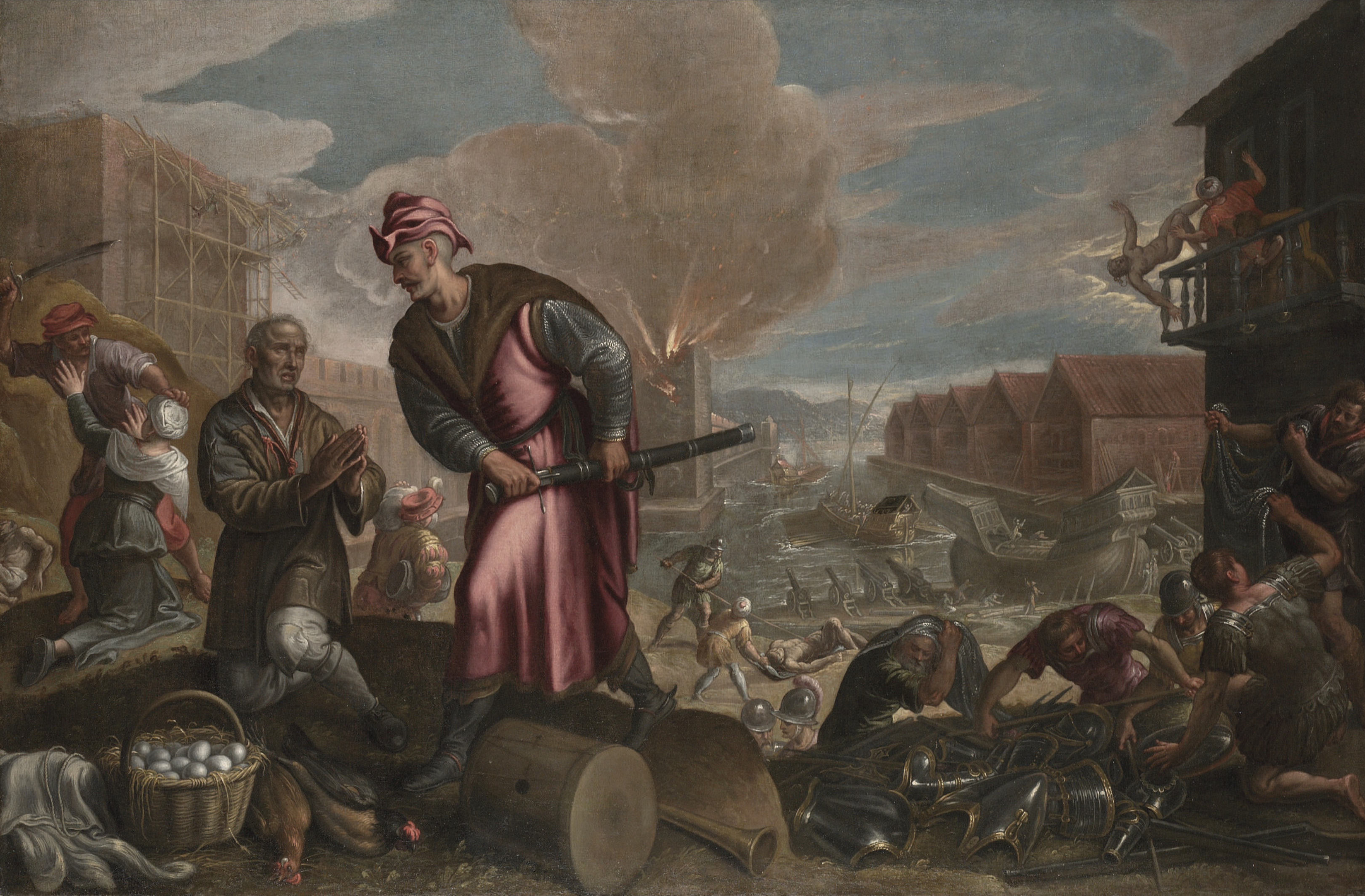
Epoca de fier

#### Mitologia aztecă

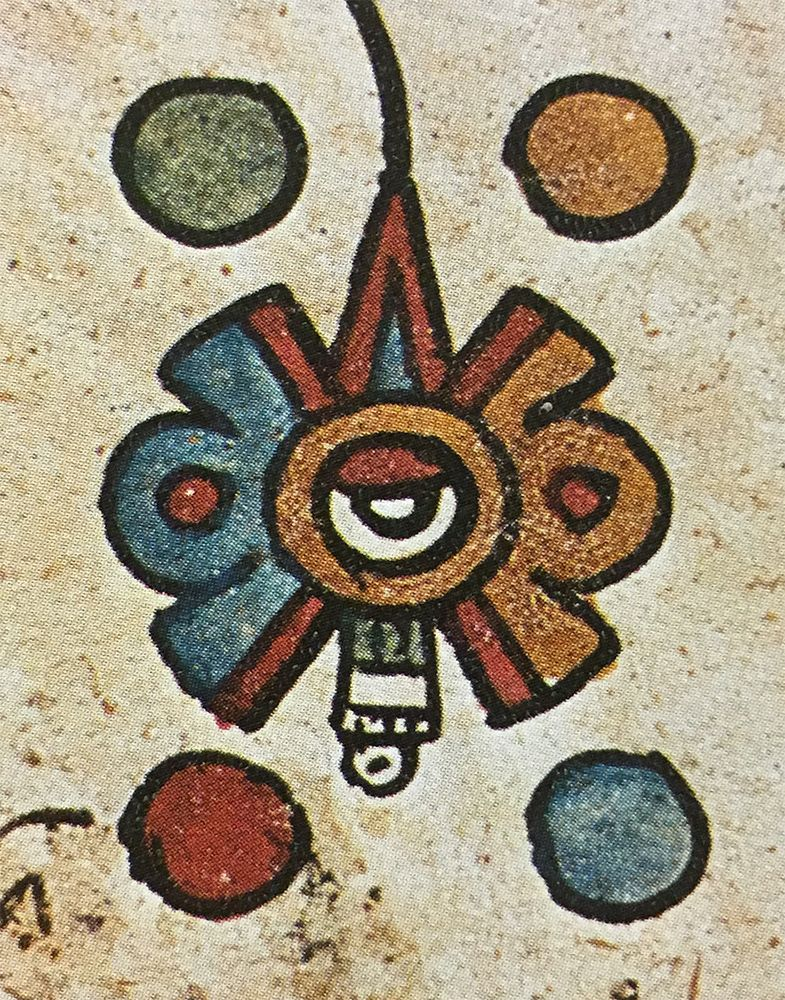
Nahui Ollin

- Nahui-Ocelotl, distrus de jaguari
- Nahui-Ehécatl, distrus de uragan
- Nahuiquiahuitl, distrus de  ploaia de foc
- Nahui-Atl, distrus de potop
- Nahui-Ollin, distrus de cutremure

## Epoci cosmice
| Perioada                   | Durata                                         | Descrierea | Imagini |
| -------------------------- | ---------------------------------------------- | --- | ------- |
| Epoca Planck               | La 10−43 secunde dupa Big Bang                 | Universul se formeaza |         |
| Epoca marii unificări      | La 10−43-10−36 secunde dupa Big Bang           | Universul se raceste si se extinde. Toate fortele fundamentale se unesc, exceptand gravitatia.                                             |         |
| Epoca electroslabă         | La 10−36 - 10−12 secunde dupa Big Bang         | Universul se raceste si ajunge la temperatura de 1028 kelvin . Fortele fundamentale se impart in forta puternica si forta electromagnetica |         |
| Epoca inflationara         | La 10−36 - 10−32 secunde dupa Big Bang         | Inflatia cosmica - forma universului se aplatizeaza datorita inflatiei cosmice                                                             |         |
| Epoca quark                | La 10−12 - 10−6 secunde dupa Big Bang          | Inflatia cosmica se incheie. Quarcii apar. Forța electroslabă este împărțită din nou în Interacțiune slabă și forța electromagnetică.      |         |
| Epoca hadron               | La 10−6- 1 secunde dupa Big Bang               | Universul s-a racit destul pentru ca quarcii sa formeze hadronii, protonii si neutronii.                                                   |         |
| Epoca lepton               | La 1-10 secunde dupa Big Bang                  | Hadronii si anti-hadronii se anhilizeaza reciproc, lasand in urma leptonii si anti-leptonii.                                               |         |
| Epoca fotonilor            | La 10 secunde- 370,000 ani dupa Big Bang       | Multi leptoni si anti-leptoni s-au anihilat reciproc. Universul este dominat de fotoni.                                                    |         |
| Nucleosinteza Big Bang     | La 3-20 minute dupa Big Bang                   | Temperatura universului se raceste destul pentru ca nucleii atomici sa se formeze prin fuziune nucleara.                                   |         |
| Recombinarea               | La 370 000 ani dupa Big Bang                   | Atomii de hidrogen si heliu se formeaza |         |
| Reionizare/ Epoca stelelor | La 150 milioane-1 miliard de ani dupa Big Bang | Se formeaza primele stele si quasari datorita colapsului gravitational                                                                     |         |

## Epoci geologice

Ceasul geologic

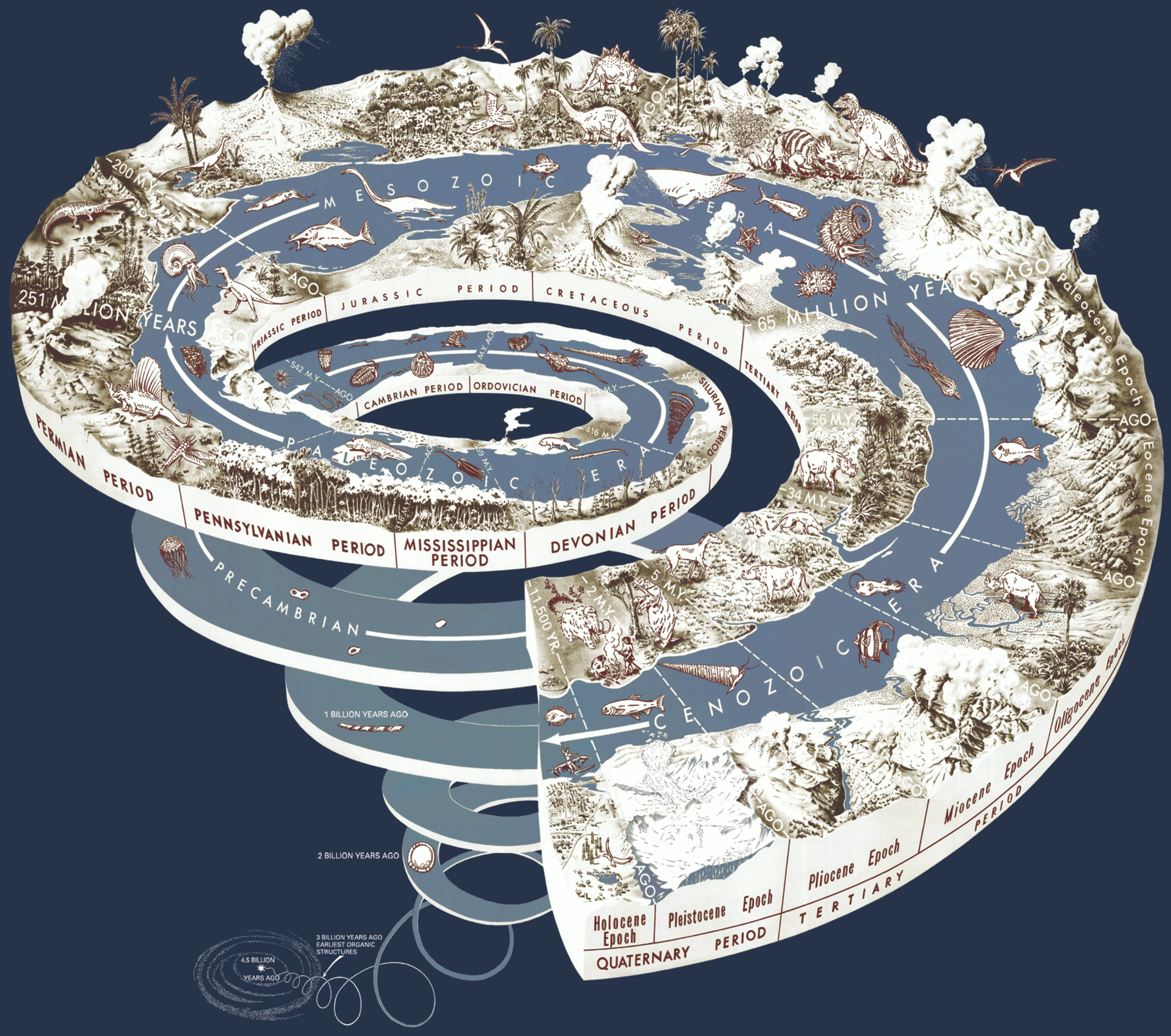
Spirala geologica

| Eon                | Eră                      | Perioadă                                        | Întindere (milioane de ani în urmă) | Durată (în milioane de ani) |
| ------------------ | ------------------------ | ----------------------------------------------- | ----------------------------------- | --------------------------- |
| Fanerozoic         | Cenozoic                 | Cuaternar (Pleistocen/Holocen)                  | 2,588–0                             | 2,588+                      |
| Fanerozoic         | Cenozoic                 | Neogen (Miocen/Pliocen)                         | 23,03–2,588                         | 20,4                        |
| Fanerozoic         | Cenozoic                 | Paleogen (Paleocen/Eocene/Oligocen)             | 66,0–23,03                          | 42,9                        |
| Fanerozoic         | Mezozoic                 | Cretacic                                        | 145,5–66,0                          | 79,5                        |
| Fanerozoic         | Mezozoic                 | Jurasic                                         | 201,3–145,0                         | 56,3                        |
| Fanerozoic         | Mezozoic                 | Triasic                                         | 252,17–201,3                        | 50,9                        |
| Fanerozoic         | Paleozoic                | Permian                                         | 298,9–252,17                        | 46,7                        |
| Fanerozoic         | Paleozoic                | Carbonifer (Mississippian/Pennsylvanian)        | 358,9–298,9                         | 60                          |
| Fanerozoic         | Paleozoic                | Devonian                                        | 419,2–358,9                         | 60,3                        |
| Fanerozoic         | Paleozoic                | Silurian                                        | 443,4–419,2                         | 24,2                        |
| Fanerozoic         | Paleozoic                | Ordovician                                      | 485,4–443,4                         | 42                          |
| Fanerozoic         | Paleozoic                | Cambrian                                        | 541,0–485,4                         | 55,6                        |
| Proterozoic        | Neoproterozoic           | Ediacaran                                       | 635,0–541,0                         | 94                          |
| Proterozoic        | Neoproterozoic           | Criogenian                                      | 850–635                             | 215                         |
| Proterozoic        | Neoproterozoic           | Tonian                                          | 1000–850                            | 150                         |
| Proterozoic        | Mesoproterozoic          | Stenian                                         | 1200–1000                           | 200                         |
| Proterozoic        | Mesoproterozoic          | Ectasian                                        | 1400–1200                           | 200                         |
| Proterozoic        | Mesoproterozoic          | Calymmian                                       | 1600–1400                           | 200                         |
| Proterozoic        | Paleoproterozoic         | Statherian                                      | 1800–1600                           | 200                         |
| Proterozoic        | Paleoproterozoic         | Orosirian                                       | 2050–1800                           | 250                         |
| Proterozoic        | Paleoproterozoic         | Rhyacian                                        | 2300–2050                           | 250                         |
| Proterozoic        | Paleoproterozoic         | Siderian                                        | 2500–2300                           | 200                         |
| Arhaic             | Neoarhaic                | 2.800 - 2.500 milioane de ani în urmă           |                                     |                             |
| Arhaic             | Mezoarhaic               | 3.200 - 2.800 milioane de ani în urmă           |                                     |                             |
| Arhaic             | Paleoarhaic              | 3.600 - 3.200 milioane de ani în urmă           |                                     |                             |
| Arhaic             | Eoarhaic                 | 4.000 - 3.600 milioane de ani în urmă           |                                     |                             |
| Hadean (neoficial) | oficial nedivizat în ere | Formarea Terrei - 4.000 milioane de ani în urmă |                                     |                             |